# Michel Dens
Michel Dens (22 de junio de 1911, Roubaix-19 de diciembre de 2000, París) fue un cantante de ópera francés, barítono de amplio repertorio de ópera, ópera cómica y opereta, y canción de concierto, con gran número de grabaciones.

## Biografía
Comienza su carrera en 1937 en la Opera de Lille con Fausto de Gounod en el papel de Wagner. 
Entra en la Opera Cómica y la Opera de Paris en 1947. 
Mantiene intactas sus cualidades vocales durante más de 60 años de carrera. Continuará cantando el papel de Rigoletto hasta los 75 años. Su último recital lo da en septiembre de 2000 con 89 años.
En los años 70, se dedica, además, a la producción de espectáculos. Durante dos décadas presentará cientos de funciones de ópera y opereta. Muchos de los actuales artistas franceses dieron sus primeros pasos en la escena en la compañía de Michel Dens.

## Grabaciones
Comienza su carrera en el disco con su entrada en la Opera Cómica.
Graba el repertorio de ópera-cómica, opereta francesa y vienesa, destacando Romance au Portugal de José Padilla, El país de la sonrisa y La viuda alegre o El barbero de Sevilla. 
Entre las óperas, Manon, Los pescadores de perlas, o Pagliacci con Victoria de los Ángeles y Nicolai Gedda.